# Holestanetriol 26-monooksigenaza
Holestanetriol 26-monooksigenaza (EC 1.14.13.15, 5beta-holestan-3alfa,7alfa,12alfa-triol 26-hidroksilaza, 5beta-holestan-3alfa,7alfa,12alfa-triol hidroksilaza, holestantriolna 26-hidroksilaza, sterolna 27-hidroksilaza, sterolna 26-hidroksilaza, holesterolna 27-hidroksilaza, CYP27A, CYP27A1, citohrom P450 27A1) je enzim sa sistematskim imenom 5beta-holestan-3alfa,7alfa,12alfa-triol,NADPH:kiseonik oksidoreduktaza (26-hidroksilacija). Ovaj enzim katalizuje sledeću hemijsku reakciju
5beta-holestan-3alfa,7alfa,12alfa-triol + 3 NADPH + 3 H+ + 3 O2 {\displaystyle \rightleftharpoons } (25)-3alfa,7alfa,12alfa-trihidroksi-5beta-holestan-26-oat + 3 NADP+ + 4H2O (sveukupna reakcija)
(1a) 5beta-holestan-3alfa,7alfa,12alfa-triol + + + O2 {\displaystyle \rightleftharpoons } (25)-5beta-holestan-3alfa,7alfa,12alfa,26-tetraol + + +2O
(1b) (25R)-5beta-holestan-3alfa,7alfa,12alfa,26-tetraol + + + O2 {\displaystyle \rightleftharpoons } (25)-3alfa,7alfa,12alfa-trihidroksi-5beta-holestan-26-al + + + 2H2O
(1c) (25R)-3alfa,7alfa,12alfa-trihidroksi-5beta-holestan-26-al + + + + + O2 {\displaystyle \rightleftharpoons } (25)-3alfa,7alfa,12alfa-trihidroksi-5beta-holestan-26-oat + + +2O
Za rad ovog enzima su neophodni feredoksin i feredoksinska reduktaza.

## Literatura
- Nicholas C. Price; Lewis Stevens (1999). Fundamentals of Enzymology: The Cell and Molecular Biology of Catalytic Proteins (Third изд.). USA: Oxford University Press. ISBN 019850229X.
- Eric J. Toone (2006). Advances in Enzymology and Related Areas of Molecular Biology, Protein Evolution (Volume 75 изд.). Wiley-Interscience. ISBN 0471205036.
- Branden C; Tooze J. Introduction to Protein Structure. New York, NY: Garland Publishing. ISBN 0-8153-2305-0.
- Irwin H. Segel. Enzyme Kinetics: Behavior and Analysis of Rapid Equilibrium and Steady-State Enzyme Systems (Book 44 изд.). Wiley Classics Library. ISBN 0471303097.
- William P. Jencks (1987). Catalysis in Chemistry and Enzymology. Dover Publications. ISBN 0486654605.

## Spoljašnje veze
- Cholestanetriol+26-monooxygenase на 